# El Molino, Guanajuato
El Molino är en ort i Mexiko.   Den ligger i kommunen Dolores Hidalgo och delstaten Guanajuato, i den centrala delen av landet, 270 km nordväst om huvudstaden Mexico City. El Molino ligger 1 996 meter över havet och antalet invånare är 329.
Terrängen runt El Molino är kuperad söderut, men norrut är den platt. Runt El Molino är det ganska tätbefolkat, med 93 invånare per kvadratkilometer. Närmaste större samhälle är Dolores Hidalgo, 9,3 km öster om El Molino. Trakten runt El Molino består i huvudsak av gräsmarker.